# Astarte hakodatensis
Astarte hakodatensis is een tweekleppigensoort uit de familie van de Astartidae. De wetenschappelijke naam van de soort is voor het eerst geldig gepubliceerd in 1920 door Yokoyama.